# Václav Bozděch
Václav Bozděch (24. února 1809 Klatovy – 6. listopadu 1882 Kdyně) byl rakouský lékař a politik české národnosti z Čech, poslanec Českého zemského sněmu a starosta Klatov.

## Biografie
Vystudoval hlavní německou školu a gymnázium v Klatovech. Pak studoval filozofii a medicínu na Karlo-Ferdinandově univerzitě v Praze. Studia ale pro nemoc musel přerušit a učil se pekařem. Až v roce 1838 získal titul doktora medicíny a chirurgie. Působil jako praktický lékař v rodných Klatovech. Veřejně se angažoval během revolučního roku 1848. Byl členem spolku Slovanská lípa. Roku 1863 zakládal Měšťanskou besedu v Klatovech. Roku 1865 byl zvolen prvním okresním starostou klatovského okresu. V této funkci setrval do roku 1873. Kromě toho byl v letech 1870–1873 i starostou města Klatovy. Pak si po smrti manželky pronajal hospodářství a přesídlil z Varvažova do Klatov.
V 60. letech 19. století se zapojil i do vysoké politiky. V zemských volbách v lednu 1867 byl zvolen na Český zemský sněm, kde zastupoval kurii venkovských obcí, obvod Klatovy, Plánice, Nýrsko. Mandát zde obhájil ve volbách v březnu 1867, v zemských volbách roku 1870 a zemských volbách roku 1872. V rámci tehdejší pasivní rezistence, praktikované Národní stranou (staročeskou) mandát přestal vykonávat a byl zbaven mandátu pro absenci, načež byl opakovaně manifestačně volen v doplňovacích volbách. Takto uspěl v doplňovacích volbách roku 1873, doplňovacích volbách roku 1874, doplňovacích volbách roku 1875, doplňovacích volbách roku 1876 a doplňovacích volbách roku 1877.
Zemřel v listopadu 1882.